# 馬措申
50°1′29″N 23°59′33″E / 50.02472°N 23.99250°E
馬措申（烏克蘭語：Мацошин），是烏克蘭西部的村莊，隸屬利維夫州的利維夫區。該村始建於1398年，面積1.45平方公里，2001年人口907，人口密度每平方公里625.52人。